# Reknihy
Reknihy jsou internetový obchod s prvním udržitelným knihkupectvím v Česku. Zabývají se nákupem a výkupem použitých i nových knih, které prodávají dále do oběhu. Firma má v sortimentu mimo jiné i papírenské produkty a jiné knižní doplňky od českých značek.
Reknihy kladou významný důraz na ekologii. Pro celý projekt je tedy klíčová nejen cirkulární ekonomika, ale i využití ekologických variant v samotném provozu.
Jakožto udržitelnou metodu doručení tvoří Reknihy po celé ČR síť partnerských prodejen, kde mají zákazníci možnost své objednávky vyzvednout nebo skrze ně knihy zaslat k prodeji. Veškeré objednávky se tak mohou zaslat hromadně jedním svozem, díky čemuž obchod šetří nejen obalový materiál, ale i ekologickou stopu dopravy.

## Historie
Obchod založil v roce 2019 Tadeáš Kula, podnětem byla jeho nespokojenost s dosavadním stavem prodeje či nákupu použitých knih. Rozhodl se tedy založit vlastní projekt, který by sloužil dalším čtenářům. Po zisku obchodních partnerů se firma začala výrazněji rozvíjet.

## Jak Reknihy fungují
Výkup i nákup přečtených knih je prováděn skrze internetové stránky. Prodej knih je prováděn na principu komisního prodeje.
Čtenář knihy k prodeji vyfotí a následně na internetových stránkách vyplní formulář. Na základě přiložených fotografií Reknihy knihy posoudí a čtenář knihy zdarma odešle skrze nabízené dopravce (Zásilkovna, DPD, Rekurýr nebo partnerské prodejny).
O celý proces prodeje se následně postarají Reknihy. Zařídí jejich inzerci na internetových stránkách, prodej i následnou dopravu. Po prodeji vyplácí firma 50% provizi z prodeje, ze které odečte fixní poplatek 19 Kč. Prodejci si následně mohou provizi vyplatit na svůj bankovní účet nebo formou kuponu. V případě výplaty provize na kupon se poplatek 19 Kč neodečítá a prodejci se vyplácí provize v plné výši 50 % z prodejní ceny.

## Ocenění a projekty
Roku 2021 se Tadeáš Kula, stojící za projektem Reknihy, stal laureátem Ceny SDGS (Sustainable Development Goals) v kategorii Mladí lídři. V roce 2020 se Reknihy umístily na 2. místě v soutěži ShopRoku v kategorii Cena Heureky. Reknihy jsou také součástí organizací Slušná Firma a získali certifikaci Udržitelný e-shop.
V září 2024 se Reknihy spojily s českou neziskovou organizaci Fandi mámám. Vzhledem k finanční náročnosti související s návratem dětí do škol tak podpořily matky samoživitelky, kterým e-shop věnoval 1 % z obratu na nákup učebnic a dětské literatury.
Téhož roku Reknihy spolupracovaly s organizací Reborn Design. Vyřazené a těžko recyklovatelné knihy tak proměnily v podtácky a květináče vyrobené z rozemleté papírové drtě, čímž dostaly i neprodejné knihy nový život.